# Robert Seddon
Robert Lionel Seddon (Ciudad de Salford, x de octubre de 1860 – Río Hunter, 15 de agosto de 1888) fue un rugbista británico que se desempeñó como ala. Fue internacional con la Rosa y su capitán en 1887.
Destacó en su época y fue el primer capitán de los Leones Británicos e Irlandeses, pero murió en un accidente acuático durante la gira inaugural. Por su importancia en la historia del rugby, desde 2013 es miembro del World Rugby Salón de la Fama.

## Biografía
Comenzó su carrera en los Broughton Rangers, siendo uno de los miembros fundadores del club en 1877. Dejó el club en octubre de 1887 cuando aquel se mudó a otra ciudad y entonces se unió a los Swinton Lions.

### Inglaterra
Fue seleccionado a la Rosa para disputar el Torneo de las Cuatro Naciones 1887 y, pese a ser uno de los cinco nuevos jugadores, fue nombrado capitán.
Debutó en la primera jornada del campeonato, una visita contra los Dragones rojos y la prueba terminó en un empate 0-0; siendo hasta la fecha el peor resultado de la rivalidad. En la siguiente fecha, Irlanda logró su primera victoria contra los ingleses en su historia. La última jornada los enfrentó al Cardo y finalizó en un empate 1-1, cerrando una de las peores actuaciones inglesas en el actual Torneo de las Seis Naciones.
Como la Rugby Football Union se negó a unirse a la actual World Rugby hasta 1890, Inglaterra fue excluida de participar en el torneo y por ello Seddon no jugó más pruebas internacionales.

### Leones
En 1888 una empresa privada del técnico Alfred Shaw lo convocó a una selección de rugbistas (siendo uno de los cuatro únicos jugadores internacionales) para realizar una gira por Australia y Nueva Zelanda, y lo designó capitán. No intervinieron las uniones de rugby y no enfrentaron a los All Blacks ni a los Wallabies, pero es considerada la primera gira de los Leones Británicos e Irlandeses.
Seddon llegó a jugar 20 de los 35 partidos totales, pero el 15 de agosto practicaba remo en el río Hunter cuando su embarcación se hundió y la corriente lo arrastró. Sus restos ahogados fueron encontrados por sus compañeros de equipo, quienes lo sepultaron en el cementerio de la Iglesia de Inglaterra en Maitland y allí descansa hasta la actualidad.